# Уршна села
Уршна села (словен. Uršna sela) је насеље у општини Ново Место, регија Југоисточна Словенија, Словенија.

## Историја
До територијалне реорганизације у Словенији била су у саставу старе општине Ново Место.

## Становништво
У попису становништва из 2011. године, Уршна села су имала 626 становника.
| Број становника према пописима | Број становника према пописима | Број становника према пописима |
| ------------------------------ | ------------------------------ | ------------------------------ |
| 1991                           | 2002                           | 2011                           |
| 546                            | 588                            | 626                            |

Напомена: Године 1992. повећана за делове насеља Бирчна вас и Велики Подљубен. Године 2010. извршена је мања размена територија између насеља Бирчна вас и Уршна села. Године 2011. умањено за део насеља који је припојен насељу Добиндол (Долењске Топлице). Године 2014. умањено за део насеља који је припојен насељу Горење Сушице (Долењске Топлице).